# Бенсон Сакала
Бенсон Сакала (англ. Benson Sakala, нар. 12 вересня 1996, Лусака) — замбійський футболіст, півзахисник чеського клубу «Млада Болеслав» та національної збірної Замбії.

## Клубна кар'єра
У дорослому футболі дебютував 2014 року виступами за команду «Ред Ерроуз». 
Своєю грою за цю команду привернув увагу представників тренерського штабу клубу «Пауер Дайнамос», до складу якого приєднався 2015 року. Відіграв за команду з Кітве-Нкани наступні шість сезонів своєї ігрової кар'єри.
Згодом з 2021 по 2023 рік грав у складі команд «Вікторія» (Жижков) та «Пршибрам».
До складу клубу «Млада Болеслав» приєднався 2023 року. Станом на 4 лютого 2025 року відіграв за команду з Млада Болеслава 40 матчів в національному чемпіонаті.

## Виступи за збірні
У 2015 році залучався до складу молодіжної збірної Замбії. На молодіжному рівні зіграв у 3 офіційних матчах.
2015 року дебютував в офіційних матчах у складі національної збірної Замбії.
У складі збірної був учасником Кубка африканських націй 2023 року у Кот-д'Івуарі.
| Дата       | Місто       | Господарі         | Результат | Гості            | Турнір                                  | Голи | Примітки |
| ---------- | ----------- | ----------------- | --------- | ---------------- | --------------------------------------- | ---- | -------- |
| 6-11-2015  | Лусака      | Замбія            | 0 – 3     | ДР Конго         | товариський матч                        | -    | 50'      |
| 23-3-2016  | Лусака      | Замбія            | 4 – 1     | Намібія          | Відбір до Кубка африканських націй 2019 | -    | 90+5'    |
| 28-3-2016  | Лусака      | Замбія            | 3 – 3     | Алжир            | Відбір до Кубка африканських націй 2021 | -    |          |
| 22-3-2017  | Хараре      | Зімбабве          | 0 – 2     | Замбія           | Відбір до Кубка африканських націй 2021 | -    |          |
| 23-3-2019  | Лусака      | Замбія            | 4 – 1     | Намібія          | Відбір до Кубка африканських націй 2021 | -    | 89'      |
| 9-10-2020  | Найробі     | Кенія             | 2 – 1     | Замбія           | товариський матч                        | -    | 45'      |
| 11-10-2020 | Рустенбург  | ПАР               | 1 – 2     | Замбія           | товариський матч                        | -    |          |
| 31-1-2021  | Дуала       | Марокко           | 3 – 1     | Замбія           | Campionato delle nazioni africane 2020  | -    | 53'      |
| 25-3-2021  | Лусака      | Замбія            | 3 – 3     | Алжир            | Відбір до Кубка африканських націй 2021 | -    |          |
| 29-3-2021  | Хараре      | Зімбабве          | 0 – 2     | Замбія           | Відбір до Кубка африканських націй 2021 | -    |          |
| 8-6-2021   | Котону      | Бенін             | 2 – 2     | Замбія           | товариський матч                        | -    | 65'      |
| 13-6-2021  | Хартум      | Судан             | 0 – 1     | Замбія           | товариський матч                        | -    |          |
| 3-9-2021   | Нуакшот     | Мавританія        | 1 – 2     | Замбія           | Відбір до ЧС 2022                       | -    | 74'      |
| 17-11-2022 | Петах-Тіква | Ізраїль           | 4 – 2     | Замбія           | товариський матч                        | -    | 30'      |
| 23-3-2023  | Ндола       | Замбія            | 3 – 1     | Лесото           | Відбір до Кубка африканських націй 2023 | -    |          |
| 26-3-2023  | Совето      | Лесото            | 0 – 2     | Замбія           | Відбір до Кубка африканських націй 2023 | -    | 45'      |
| 9-9-2023   | Мороні      | Коморські Острови | 1 – 1     | Замбія           | Відбір до Кубка африканських націй 2023 | -    | 79'      |
| 17-11-2023 | Ндола       | Замбія            | 4 – 2     | Республіка Конго | товариський матч                        | -    | 66'      |
| 26-3-2024  | Лілонгве    | Малаві            | 1 – 2     | Замбія           | товариський матч                        | -    |          |
| 6-9-2024   | Буаке       | Кот-д'Івуар       | 2 – 0     | Замбія           | Відбір до Кубка африканських націй 2025 | -    |          |
| 10-9-2024  | Ндола       | Замбія            | 3 – 2     | Сьєрра-Леоне     | Відбір до Кубка африканських націй 2025 | -    | 90'      |
| 11-10-2024 | Ндола       | Замбія            | 0 – 0     | Чад              | Відбір до Кубка африканських націй 2025 | -    |          |
| 15-10-2024 | Яунде       | Чад               | 0 – 1     | Замбія           | Відбір до Кубка африканських націй 2025 | -    |          |
| Усього     |             | Матчів            | 23        |                  | Голів                                   | 0    |          |